# تبعید (فیلم ۱۹۱۷)
«تبعید» (انگلیسی: Exile (1917 film)) یک فیلم است که در سال ۱۹۱۷ منتشر شد.